# Incendie du Grand magasin Sennichi
 (décembre 2018).
Si vous disposez d'ouvrages ou d'articles de référence ou si vous connaissez des sites web de qualité traitant du thème abordé ici, merci de compléter l'article en donnant les références utiles à sa vérifiabilité et en les liant à la section « Notes et références ».
L'incendie du Grand magasin Sennichi est un incendie survenu dans Sennichimae, dans l'arrondissement de Minami-ku (maintenant Chuo-ku), à Osaka, au Japon le 13 mai 1972. L'incendie a tué 118 personnes et en a blessé 78 autres. Il est l'incendie le plus meurtrier du Japon, après celui du théâtre Hoteiza à Kutchan en 1943. Le bâtiment de six étages, qui abritait le grand magasin, contenait également plusieurs autres commerces dont un cabaret au dernier étage. La plupart des victimes décédées se trouvaient dans celui-ci.

## Incendie
Le feu a pris à 22 h 27 au deuxième étage du Grand magasin Sennichi, au rayon des vêtements pour femmes qui était alors en travaux. La cause de l'incendie serait un mégot de cigarette abandonné par un ouvrier faisant partie d'une équipe d'électriciens intervenant sur le chantier. Un agent de sécurité du magasin a découvert le début de l'incendie dont les flammes mesuraient environ 70 cm de hauteur. Il a aussitôt actionné un déclencheur manuel d'alarme incendie, fermé les porte coupe-feu les plus proches et montré aux ouvriers présents sur le chantier comment utiliser les extincteurs. Les premières tentatives pour éteindre l'incendie ont toutes échoué. L'agent de sécurité a ensuite ouvert une bouche d'incendie au rez-de-chaussée du magasin et tiré un tuyau jusqu'au premier étage ce qui a permis d'attaquer le feu à ce niveau à 22 h 46. Le second étage était déjà entièrement en feu et inaccessible. 
Les pompiers ont été alertés à 22 h 40 par le responsable de la sécurité du Grand magasin Sennichi. La première équipe d'intervention est arrivée sur place à 22 h 43. À ce moment, les deuxième et troisième étages laissaient échapper de la fumée noire par deux fenêtres situées sur la façade principale au nord du bâtiment. Une fumée blanche moins dense s'échappait des fenêtres nord, du quatrième au sixième étages. Les fourgons d'incendie et les ambulances sont arrivés progressivement au magasin jusqu'à totaliser 85 véhicules et 596 personnels des services de secours. 
Pendant les 17 premières minutes de l'incendie, le feu s'est propagé du premier au troisième étage en passant par les cages d'escalator. La propagation a été facilitée par la présence massive de combustibles, constitués par les vêtements et le mobilier commercial, qui sont à l'origine d'un embrasement généralisé éclair (EGE) ou flashover. Les gaz toxiques résultant de la combustion de matériaux se sont propagés jusqu'au sixième étage par les cages d'ascenseur et d'escalier, ainsi que le réseau de ventilation. Le sinistre a été aggravé par le fait que les portes coupe-feu des escalators étaient désactivées et les sorties de secours du cabaret au sixième étage verrouillées. L'arrêt du fonctionnement des ascenseurs a provoqué une hystérie collective. Vingt-quatre personnes ont tenté de s'échapper en sautant des fenêtres ; 22 sont mortes dans leur chute. Quatre-vingt-six personnes ont été retrouvées mortes à l'intérieur du cabaret.  
Le feu était sous contrôle le lendemain à 5 h 43 du matin et a finalement été éteint le troisième jour à 17 h 30.  Les deuxième, troisième et quatrième étages ont été presque entièrement détruits par le feu soit 8763 m². Parmi les 118 morts, 93 ont souffert d'une intoxication au dioxyde de carbone, trois d'asphyxie compressive à la poitrine et l'abdomen dans la bousculade vers les sorties, et 22 sont morts par défenestration. Parmi les 78 blessés, 27 étaient des sapeurs-pompiers.

## Causes
L'incendie a eu lieu un samedi soir et le cabaret, l'une des boîtes de nuit les plus populaires d'Osaka, était rempli à pleine capacité. Les sorties de secours étaient équipées de sas coupe-feu qui ont mal fonctionné. L'alerte à la caserne de pompiers n'a pas été donnée avant 13 minutes. Les portes coupe-feu, qui n'étaient pas automatiques, n'ont pas fonctionné. Plusieurs facteurs sont à l'origine des morts, y compris la conception de l'édifice lui-même, auparavant un théâtre Kabuki. Il n'y avait pas de système de gicleurs d'incendie. L'existence de différents types d'entreprises au sein d'un même bâtiment a également renforcé l'insuffisance de la protection contre l'incendie. Les règlements et les lois en vigueur au moment de la construction du bâtiment ont permis ces défaillances.

### Les diverses entreprises du bâtiment
Au moment de l'incendie, il y avait des magasins directement gérés par le Grand magasin Sennichi aux premier et deuxième étages, des supermarchés aux 3e et 4e étages, des magasins de même catégorie au 5e étage, des jeux au 6e étage, un cabaret appelé "Playtown" qui était géré par une société affiliée, et une "maison hantée" et un café au sous-sol. Une partie du 6e étage était en travaux pour devenir une piste de bowling, et le 3e étage était également en chantier.

## Procès
Deux personnes du Grand magasin Sennichi et deux personnes du Cabaret Playtown ont été inculpées pour négligence professionnelle ayant causé un incendie et des pertes humaines. L'un des inculpés du grand magasin est mort pendant le procès. Le 29 novembre 1990, les trois autres inculpés ont finalement été jugés coupables. Un administrateur du Grand magasin Sennichi a été condamné à une peine d'emprisonnement de deux ans et six mois, avec un sursis de trois ans ; les deux employés du cabaret ont été condamnés à un an et six mois, avec un sursis de deux ans.

## Conséquences
L'incendie du Grand magasin Sennichi et l'incendie du grand magasin Taiyo de 1973 ont conduit à des amendements à la loi relative aux normes de construction et à la loi de lutte contre les incendies.